# Dobrota (vrlina)
Dobrota (latinski: humanitas, charitatis, engleski: kindness) je ljudska vrlina i etička kategorija koja se opisuje kao djelo ili mentalno stanje blagonaklonog ili milosrdnog ponašanja prema drugim ljudima. Odlikuje je ju javno djelovanje i pomaganje siromašnima i unesrećenima, bez ostvarivanja osobnog dobitka ili sreće.
Uz pojam dobrote, često se vežu bliskoznačnice dobrohotnost (lat. benevolentia), koja označava krepost nesebičnog i djelatnog nastojanja oko dobra drugoga, i dobrotvornost, odnosno učinkovito djelovanje pomoći potrebnima, koju pružaju pojedinci ili skupina.
Najveća suprotnost, oprečnost dobroti jest zavist, koja poništava blagonakloni stav prema pomoći bližnjima i potrebitima bez vlastitog užitka ili nagrade.
Dobrota je jedna od sedam vrlina Bushidoa, samurajske životne filozofije, prikazana znakom jin i povezana uz dobrohotnost, milostivost i suosjećanje.
Dobrota u obrascima katoličkog nauka i vjere spada pod dvanaest plodova Duha Svetoga. Često se spominje i u Bibliji te vezuje uz pojam Božje dobrote.
Božja dobrota se često tumači bezgraničnom ljubavi da pošalje vlastitoga sina, Isusa Krista, da proživi život na Zemlji u ljudskom liku i preuzme sve grijehe čovječanstva te ih izbriše svojim mučeništvom i smrti. Kasnije se dobrota nastavlja uskrsnućem, pobjedom nad smrću i u sakramentu pomirenja, pobjedi nad grijehom i slabostima.
Svakoga 13. studenoga, u svijetu se obilježava Svjetski dan dobrote, koji organizira Svjetski pokret dobrote s brojnim državnim ograncima od 1998.

## Vanjske poveznice
- Obitelj Malih Marija - web stranica svjetovnog instituta, pretraga pojma: Božja dobrota
- Australski pokret dobrote  Arhivirana inačica izvorne stranice od 1. siječnja 2017. (Wayback Machine) (engl.)